# Preciznost
Preciznost je mjera pouzdanosti mjernog uređaja ili bilo čega drugoga. Ako duljinu procjenjujemo preko vizualnog dojma, preciznost nije visoka. Ako upotrijebimo ravnalo preciznost je mnogo viša.
Preciznost se često pogrešno upotrebljava umjesto pojma točnost. Za razliku od točnosti, preciznost ne možemo definirati za jedno mjerenje, preciznost je sposobnost mjernog uređaja da se ponovnim mjerenjem izmjerena veličina znatno ne mijenja, dok točnost opisuje odstupanje izmjerene veličine od njene stvarne vrijednosti.